# Пфеффікон (Цюрих)
Пфеффікон (нім. Pfäffikon ZH) — місто  в Швейцарії в кантоні Цюрих, округ Пфеффікон.

## Географія

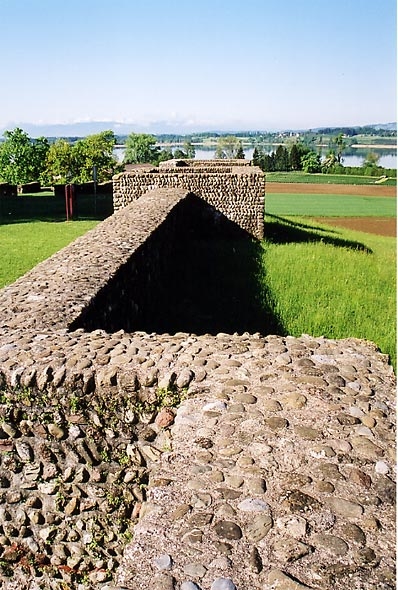
Залишки римської фортеці в районі Іргендгаузен

Місто розташоване на відстані близько 115 км на північний схід від Берна, 19 км на схід від Цюриха.
Пфеффікон має площу 19,5 км², з яких на 17,5% дозволяється будівництво (житлове та будівництво доріг), 42,1% використовуються в сільськогосподарських цілях, 23,1% зайнято лісами, 17,2% не є продуктивними (річки, льодовики або гори).

## Демографія
2019 року в місті мешкало 12 164 особи (+14,5% порівняно з 2010 роком), іноземців було 19,1%. Густота населення становила 623 осіб/км².
За віковим діапазоном населення розподілялося таким чином: 19,5% — особи молодші 20 років, 60,1% — особи у віці 20—64 років, 20,5% — особи у віці 65 років та старші. Було 5401 помешкань (у середньому 2,2 особи в помешканні).
Із загальної кількості 5895 працюючих 239 було зайнятих в первинному секторі, 1620 — в обробній промисловості, 4036 — в галузі послуг.